# Raymond Mastrotto
Raymond Mastrotto (* 1. November 1934 in Auch, Frankreich; † 11. März 1984 bei Labatut (Straße nach Bèarn)) war ein französischer Radrennfahrer.
Als Amateur gewann er zweimal (1956 und 1957) die Route de France, 1955 startete er erstmals für Frankreich bei den UCI-Straßen-Weltmeisterschaften und wurde im Einzelrennen als 20. klassiert. 1958 startete er bei der Internationalen Friedensfahrt und gewann dabei die Etappe von Berlin nach Leipzig; im Gesamtklassement belegte er den 14. Platz. Außerdem gewann der jeweils eine Etappe bei der Aquitanien-Rundfahrt und der Tour du guard.
Er war Profi von 1958 bis 1968 und nahm achtmal an der Tour de France teil. 1968 beendete er seine Karriere, nachdem er während des Trainings von einem Auto angefahren wurde.
Nachdem er seinen Sohn Alain zum Radrennen begleitet hatte, fuhr er mit dem Fahrrad zurück in Richtung Pau. Bei Labatut brach er, aufgrund eines geplatzten Aneurysmas, zusammen und verstarb am Unglücksort.

## Palmarès
1959
- Gesamtwertung und eine Etappe Tour de l’Ariège
- eine Etappe Critérium du Dauphiné Libéré

1960
- eine Etappe Critérium du Dauphiné Libéré
- Challenge Sedis

1961
- eine Etappe Critérium du Dauphiné Libéré MZF

1962
- Critérium du Dauphiné Libéré
- eine Etappe Bicicleta Eibarresa

1965
- eine Etappe Midi Libre

1967
- Boucles du Bas-Limousin